# Burchard de Thuringia
Burchard (d. 3 august 908) a fost duce de Thuringia și conducător în Marca sorabă) începând de la 906 până la moarte.
Burchard l-a înlocuit ca duce de Thuringia pe Poppo din 892, însă a întâmpinat probleme în a fi recunoscut și a trebuit să se retragă, lăsându-l ca duce pe Conrad din familia Conradinilor și trebuind să aștepte până la moartea acestuia, în 906. Motivul neacceptării lui Burchard l-ar putea constitui faptul că era originar din Suabia.
În 908, Burchard a condus o numeroasă armată în lupta împotriva invadatorilor maghiari. Pe teritoriul Saxoniei, în data de 3 august, el s-a angajat într-o confruntare, însă a fost înfrânt de către maghiari, murind în luptă, alături de episcopul Rudolf I de Würzburg și de contele Egino.
După Burchard, niciunul dintre ducii ulteriori de Thuringia nu mai este consemnat, însă thuringienii au rămas o comunitate relativ distinctă.
Burchard a lăsat duppă sine doi fii, Burchard și Bardo, care au fost alungați din Thuringia în 913 de către ducele Henric "Păsărarul" de Saxonia, devenit rege al Germaniei.